# Karina Marczuk
Karina Paulina Marczuk (ur. 1979) – polska politolożka, doktor habilitowana nauk społecznych specjalizująca się w bezpieczeństwie państwa, wykładowczyni Wydziału Nauk Politycznych i Studiów Międzynarodowych Uniwersytetu Warszawskiego.

## Życiorys
Absolwentka Centrum Europejskiego oraz Instytutu Stosunków Międzynarodowych Uniwersytetu Warszawskiego, a także Akademii Obrony Narodowej. W 2007 doktoryzowała się na Wydziale Dziennikarstwa i Nauk Politycznych UW w zakresie nauk o polityce na podstawie pracy Gwardie narodowe w wybranych państwach Basenu Morza Śródziemnego (promotor: Dariusz Popławski). Habilitowała się w 2014 także na podstawie monografii Bezpieczeństwo wewnętrzne państw członkowskich Unii Europejskiej: od bezpieczeństwa państwa do bezpieczeństwa ludzi.
Od 2015 pracuje jako adiunkt w Zakładzie Integracji Europejskiej ISM UW. Wcześniej m.in. w Katedrze Nauk o Bezpieczeństwie w Instytucie Nauk Politycznych UW, była wicedyrektorką Gabinetu Szefa Biura Bezpieczeństwa Narodowego. Visiting researcher w Europejskim Centrum ds. Edukacji Wyższej UNESCO (UNESCO-CEPES) w Bukareszcie. W 2017 odbywała staż naukowy w Instytucie Studiów Politycznych Polskiej Akademii Nauk.
Od 2017 sekretarz redakcji czasopisma naukowego Studia Politica Germanica, wydawanego na WNPiSM UW.
W latach 2015–2016 kierowała dwoma międzynarodowymi projektami, finansowanymi przez Fundację Współpracy Polsko-Niemieckiej, we współpracy z Rheinische Friedrich-Wilhelms-Universität Bonn: Współpraca Polski i Niemiec w obszarze bezpieczeństwa wewnętrznego: dwie dekady wspólnych doświadczeń oraz 25×25 Wymiary współpracy polsko–niemieckiej w dziedzinie bezpieczeństwa: ocena dwudziestu pięciu lat wspólnych doświadczeń. W latach 2017–2018 kierowała projektem naukowym pt. Traktaty RP o dobrym sąsiedztwie po 1990 r.: implementacja–realizacja–perspektywy, realizowanym na WNPiSM UW.

## Monografie
- Bezpieczeństwo funkcjonalne państw regionu Europy Północnej, Warszawa: Aspra-JR, 2014.
- Bezpieczeństwo wewnętrzne państw członkowskich Unii Europejskiej: od bezpieczeństwa państwa do bezpieczeństwa ludzi, Warszawa: Aspra-JR, 2012.
- Trzecia opcja: gwardie narodowe w wybranych państwach Basenu Morza Śródziemnego, Warszawa: Fundacja Studiów Międzynarodowych, 2007, 2009.